# Al-Zamakhshari
Abu al-Qasim Mahmud ibn Umar al-Zamakhshari, conhecido em todo o mundo pelo pseudônimo de al-Zamakhshari (em persa: محمود زمخشری). Também chamado de Jar Allah (que em árabe significa "aquele que está próximo de Deus") (nascido por volta do ano 1074 ou 1075 – e morreu em 12 de junho de 1144), foi um erudito medieval muçulmano de origem iraniana, autor da doutrina teológica Muʿtazilita, natural de Corásmia, mas viveu a maior parte da sua vida em Bucara, Samarcanda, e Bagdá.

## Biografia
Al-Zamakhshari nasceu na cidade de Zamakhshar, Corásmia, e se tornou um renomado erudito da Escola Mutazilita do islã. Ele utilizou o persa para algumas de suas obras, embora fosse um grande incentivador do uso da linguagem árabe bem como opositor do movimento Shu'ubiyya. Depois de perder um de seus pés por causa do congelamento (congelatio, na terminologia medieval), ele usava um declaração popularizada de que perdera o seu pé durante um acidente, e não por amputação por ter cometido algum crime.
Ele é mais conhecido pela sua obra Al-Kashshaaf, um importante comentário sobre o Alcorão. Este comentário notabilizou-se por causa da sua profunda análise linguística dos versos, todavia, tem sido criticado em razão da inclusão dos pontos de vista filosóficos da doutrina mutazilita.
Durante muitos anos ele se estabeleceu na cidade de Makkah, e foi durante esse período que ele recebeu o cognome de Jar-Allah ("aquele que está próximo de Deus"). Depois de algum tempo ele voltou para Corásmia, onde faleceu na capital Jurjaniyya.
Morreu no ano 1144 em al-Jurjaniya, Corásmia.
Estudou em Bukhara e Samarcanda, tempo em que contemporizou a amizade de juristas de Bagdá.

## Obras
A fama de Zamakhshari como comentarista se deve a sua obra sobre o Alcorão. Apesar da sua teologia mutazilita, ele gozou de certo prestígio entre os eruditos da época.
Suas obras principais são:
- Al-Kashshaaf ("O Revelador", em árabe: کشاف) — Um comentário sobre o ‘’’Alcorão’’’)
- Rabi al-Abrar
- Asasul-Balaghat dar-Lughat (em árabe:اساس البلاغه) — Literatura
- Fasul-ul-Akhbar
- Fraiz Dar-ilm Fariz
- Kitab-Fastdar-Nahr
- Muajjam-ul-Hadud
- Manha Darusul
- Diwan-ul-Tamsil
- Sawaer-ul-Islam
- Muqaddimat al-Adab [8] مقدمه الادب (Dicionário Árabe para a Língua corásmia)
- کتاب الامکنه والجبال والمیاه (Geografia))
- مفصل انموذج (Nahw: gramática árabe)

## Zamakhshari e a Língua corásmia
A maior parte do extinto vocabulário iraniano da Língua corásmia pode ser encontrada na forma de glossário interlinear descrito em um único manuscrito (escrito por volta dos anos 596 a 1200) por um nativo de Moqaddemat al-adab chamado de Zamakhshari. Alguns outros manuscritos da mesma obra contém apenas alguns desses comentários. Portanto, o manuscrito de Moqaddemat al-adab é uma fonte primária muito importante para estudo desta linguagem extinta.